# Satellite Award du meilleur acteur dans un second rôle
Les Satellite Awards du meilleur acteur dans un second rôle dans un film (Satellite Award for Best Supporting Actor - Motion Picture) sont des récompenses du cinéma américain décernées par l'International Press Academy depuis 1997.
La catégorie est à l'origine divisée en deux (Meilleur acteur dans un second rôle dans un drame et Meilleur acteur dans un second rôle dans une comédie), et elles sont fusionnées en 2006.

## Palmarès
Note : les gagnants sont indiqués en gras.
Le symbole ♕ rappelle le gagnant et ♙ une nomination à l'Oscar du meilleur acteur dans un second rôle.

### Années 1990
De 1997 à 2005, 2 catégories : Meilleur acteur dans un second rôle dans un drame et Meilleur acteur dans un second rôle dans une comédie.
- 1997 : 
  - Meilleur acteur dans un second rôle dans un drame : Armin Mueller-Stahl pour le rôle de Peter Helfgott dans Shine ♙
    - Steve Buscemi pour le rôle de Jerry Lundegaard dans Fargo
    - Robert Carlyle pour le rôle de Francis Begbie dans Trainspotting
    - Jeremy Irons pour le rôle d'Alex Parrish dans Beauté Volée (Stealing Beauty)
    - John Lynch pour le rôle de l'Artiste dans Moll Flanders, ou les mémoires d'une courtisane (Moll Flanders)
    - Paul Scofield pour le rôle du Juge Thomas Danforth dans La Chasse aux sorcières (The Crucible)

  - Meilleur acteur dans un second rôle dans une comédie : Cuba Gooding Jr. pour le rôle de Rod Tidwell dans Jerry Maguire ♕
    - Woody Allen pour le rôle de Joe Berlin dans Tout le monde dit I love you (Everyone Says I Love You)
    - Danny DeVito pour le rôle de Harry Verdebois dans Matilda
    - Gene Hackman pour le rôle du sénateur Kevin Keeley dans Birdcage (The Birdcage)
    - Ian McKellen pour le rôle d'Amos Starkadder dans La Ferme du mauvais sort (Cold Comfort Farm)

- 1998 : 
  - Meilleur acteur dans un second rôle dans un drame : Burt Reynolds pour le rôle de Jack Horner dans Boogie Nights ♙
    - Billy Connolly pour le rôle de John Brown dans La Dame de Windsor (Mrs. Brown)
    - Danny DeVito pour le rôle de Deck Shifflet dans L'Idéaliste (The Rainmaker)
    - Samuel L. Jackson pour le rôle de Louis Batiste dans Le Secret du bayou (Eve's Bayou)
    - Robin Williams pour le rôle de Sean Maguire dans Will Hunting (Good Will Hunting) ♕

  - Meilleur acteur dans un second rôle dans une comédie : Rupert Everett pour le rôle de George Downes dans Le Mariage de mon meilleur ami (My Best Friend's Wedding)
    - Mark Addy pour le rôle de Dave dans Full Monty : Le Grand Jeu (Full Monty)
    - Cuba Gooding Jr. pour le rôle de Frank Sachs dans Pour le pire et pour le meilleur (As Good as It Gets)
    - Greg Kinnear pour le rôle de Simon Bishop dans Pour le pire et pour le meilleur (As Good as It Gets) ♙
    - Rip Torn pour le rôle de Z dans Men in Black

- 1999 : 
  - Meilleur acteur dans un second rôle dans un drame : Donald Sutherland pour le rôle de Bill Bowerman dans Without Limits
    - Robert Duvall pour le rôle de Jerome Facher dans Préjudice (A Civil Action) ♙
    - Jason Patric pour le rôle de Cary dans Entre amis et voisins (Your Friends & Neighbors)
    - Billy Bob Thornton pour le rôle de Jacob Mitchell dans Un plan simple (A Simple Plan) ♙
    - Tom Sizemore pour le rôle du Sergent Michael Horvath dans Il faut sauver le soldat Ryan (Saving Private Ryan)

  - Meilleur acteur dans un second rôle dans une comédie : Bill Murray pour le rôle de Herman Blume dans Rushmore
    - Jeff Daniels pour le rôle de Bill Johnson dans Pleasantville
    - John Goodman pour le rôle de Walter Sobchak dans The Big Lebowski
    - Bill Nighy pour le rôle de Ray Simms dans Still Crazy : De retour pour mettre le feu (Still Crazy)
    - Geoffrey Rush pour le rôle de Philip Henslowe dans Shakespeare in Love ♙

### Années 2000
- 2000 : 
  - Meilleur acteur dans un second rôle dans un drame : Harry Lennix pour le rôle d'Aaron dans Titus
    - Tom Cruise pour le rôle de Frank "T.J." Mackey dans Magnolia ♙
    - Michael Caine pour le rôle de Wilbur Larch dans L'Œuvre de Dieu, la part du Diable (The Cider House Rules) ♕
    - Doug Hutchison pour le rôle de Percy Wetmore dans La Ligne verte (The Green Mile)
    - Jude Law pour le rôle de Dickie Greenleaf dans Le Talentueux Mr Ripley (The Talented Mr. Ripley) ♙
    - Christopher Plummer pour le rôle de Mike Wallace dans Révélations (The Insider)

  - Meilleur acteur dans un second rôle dans une comédie : William H. Macy pour le rôle du Sheriff Chappy Dent dans Happy, Texas
    - Dan Hedaya pour le rôle du Président Richard Nixon dans Dick, les coulisses de la présidence (Dick)
    - Rhys Ifans pour le rôle de Spike dans Coup de foudre à Notting Hill (Notting Hill)
    - Bill Murray pour le rôle de Tommy Crickshaw dans Broadway, 39e rue (Cradle Will Rock)
    - Ving Rhames pour le rôle de Marcus dans À tombeau ouvert (Bringing Out the Dead)
    - Alan Rickman pour le rôle de Metatron dans Dogma

- 2001 : 
  - Meilleur acteur dans un second rôle dans un drame : Bruce Greenwood pour le rôle de John F. Kennedy dans Treize jours (Thirteen Days)
    - Jeff Bridges pour le rôle du Président Jackson Evans dans Manipulations (The Contender) ♙
    - Benicio del Toro pour le rôle de Javier Rodriguez dans Traffic ♕
    - Robert De Niro pour le rôle de l'instructeur Billy Sunday dans Les Chemins de la dignité (Men of Honor)
    - Albert Finney pour le rôle de Edward L. Masry dans Erin Brockovich, seule contre tous (Erin Brockovich) ♙
    - Joaquin Phoenix pour le rôle de l'Empereur Commode dans Gladiator ♙

  - Meilleur acteur dans un second rôle dans une comédie : Willem Dafoe pour le rôle de Max Schreck dans L'Ombre du vampire (Shadow of the Vampire) ♙
    - Philip Seymour Hoffman pour le rôle de Lester Bangs dans Presque célèbre (Almost Famous)
    - Morgan Freeman pour le rôle de Charlie dans Nurse Betty (Nurse Betty)
    - Tim Blake Nelson pour le rôle de Delmardans O'Brother (O Brother, Where Art Thou?)
    - Brad Pitt pour le rôle de Mickey O'Neil dans Snatch : Tu braques ou tu raques (Snatch)
    - Owen Wilson pour le rôle de Roy O'Bannon dans Shanghai Kid (Shanghai Noon))

- 2002 : 
  - Meilleur acteur dans un second rôle dans un drame : Ben Kingsley pour le rôle de Don Logan dans Sexy Beast ♙
    - Jim Broadbent pour le rôle de John Bayley dans Iris ♕
    - Billy Crudup pour le rôle de Julien Levade dans L'Espionne par amour (Charlotte Gray)
    - Ed Harris pour le rôle de William Parcher dans Un homme d'exception (A Beautiful Mind)
    - Ian McKellen pour le rôle de Gandalf dans Le Seigneur des anneaux : La Communauté de l'anneau (The Lord of the Rings: The Fellowship of the Ring) ♙
    - Goran Visnjic pour le rôle d'Alek 'Al' Spera dans Bleu profond (The Deep End)

  - Meilleur acteur dans un second rôle dans une comédie : Jim Broadbent pour le rôle de Harold Zidler dans Moulin Rouge (Moulin Rouge!)
    - Steve Buscemi pour le rôle de Seymour dans Ghost World
    - Hugh Grant pour le rôle de Daniel Cleaver dans Le Journal de Bridget Jones (Bridget Jones’s Diary)
    - Carl Reiner pour le rôle de Saul Bloom dans Ocean's Eleven
    - Ben Stiller pour le rôle de Chas Tenenbaum dans La Famille Tenenbaum (The Royal Tenenbaums)
    - Owen Wilson pour le rôle de Richie Tenenbaum dans La Famille Tenenbaum (The Royal Tenenbaums)

- 2003 : 
  - Meilleur acteur dans un second rôle dans un drame : Dennis Haysbert pour le rôle de Raymond Deagan dans Loin du paradis (Far from Heaven)
    - Jeremy Davies pour le rôle de Snow dans Solaris
    - Viggo Mortensen pour le rôle d'Aragorn dans Le Seigneur des anneaux : Les Deux Tours (The Lord of the Rings: The Two Towers)
    - Paul Newman pour le rôle de John Rooney dans Les Sentiers de la perdition (Road to Perdition) ♙
    - Alfred Molina pour le rôle de Diego Rivera dans Frida
    - Dennis Quaid pour le rôle de Frank Whitaker dans Loin du paradis (Far from Heaven)

  - Meilleur acteur dans un second rôle dans une comédie : Michael Constantine pour le rôle de Kostas "Gus" Portokalos dans Mariage à la grecque (My Big Fat Greek Wedding)
    - Chris Cooper pour le rôle de John Laroche dans Adaptation ♕
    - Jake Gyllenhaal pour le rôle de Holden Worther dans The Good Girl
    - Philip Seymour Hoffman pour le rôle de Dean Trumbell dans Punch-Drunk Love
    - Nicky Katt pour le rôle d'Adolf Hitler dans Full Frontal
    - John C. Reilly pour le rôle de Phil Last dans The Good Girl

- 2004 : 
  - Meilleur acteur dans un second rôle dans un drame : Djimon Hounsou pour le rôle de Mateo dans In America ♙
    - Alec Baldwin pour le rôle de Shelly Kaplow dans Lady Chance (The Cooler) ♙
    - Jeff Bridges pour le rôle de Charles Howard dans Pur Sang, la légende de Seabiscuit (Seabiscuit)
    - Benicio del Toro pour le rôle de Jack Jordan dans 21 Grammes (21 Grams) ♙
    - Omar Sharif pour le rôle d'Ibrahim Demildji dans Monsieur Ibrahim et les fleurs du Coran
    - Ken Watanabe pour le rôle de Katsumoto dans Le Dernier Samouraï (The Last Samurai) ♙

  - Meilleur acteur dans un second rôle dans une comédie :  Eugene Levy pour le rôle de Mitch Cohen dans A Mighty Wind
    - Johnny Depp pour le rôle de Sands dans Il était une fois au Mexique... Desperado 2 (Once Upon a Time in Mexico)
    - Bill Nighy pour le rôle de Billy Mack dans Love Actually
    - Sam Rockwell pour le rôle de Frank Mercer dans Les Associés (Matchstick Men)
    - Geoffrey Rush pour le rôle du Capitaine Hector Barbossa dans Pirates des Caraïbes : La Malédiction du Black Pearl (Pirates of the Caribbean : The Curse of the Black Pearl)
    - Thomas Sangster pour le rôle de Sam dans Love Actually

- 2005 (janvier) : 
  - Meilleur acteur dans un second rôle dans un drame : Christopher Walken pour le rôle de Turner Lair dans De pères en fils (Around the bend)
    - David Carradine pour le rôle de Bill dans Kill Bill: Vol. 2
    - Jamie Foxx pour le rôle de Max Durocher dans Collatéral ♙
    - Alfred Molina pour le rôle du Docteur Octopus dans Spider-Man 2
    - Clive Owen pour le rôle de Larry Gray dans Closer, entre adultes consentants (Closer) ♙
    - Peter Sarsgaard pour le rôle de Clyde Martin dans Dr Kinsey (Kinsey)

  - Meilleur acteur dans un second rôle dans une comédie : Thomas Haden Church pour le rôle de Jack dans Sideways ♙
    - Joseph Fiennes pour le rôle de Bassanio dans Le Marchand de Venise (The Merchant of Venice)
    - Jeremy Irons pour le rôle de Michael Gosselyn dans Adorable Julia (Being Julia)
    - Peter Sarsgaard pour le rôle de Mark dans Garden State
    - Mark Wahlberg pour le rôle de Tommy Corn dans J'♥ Huckabees (I ♥ Huckabees)
    - Patrick Wilson pour le rôle de Raoul, vicomte de Chagny dans Le Fantôme de l'Opéra (The Phantom of the Opera)

- 2005 (décembre) : 
  - Meilleur acteur dans un second rôle dans un drame : Danny Huston pour le rôle de Sandy Woodrow dans The Constant Gardener
    - Chris Cooper pour le rôle d'Alvin Dewey dans Truman Capote (Capote)
    - Jake Gyllenhaal pour le rôle de Jack Twist dans Le Secret de Brokeback Mountain (Brokeback Mountain) ♙
    - Edward Norton pour le rôle du roi Baudouin IV de Jérusalem dans Kingdom of Heaven
    - Mickey Rourke pour le rôle de Marv dans Sin City
    - Peter Sarsgaard pour le rôle de Troy dans Jarhead : La Fin de l'innocence (Jarhead)

  - Meilleur acteur dans un second rôle dans une comédie :  Val Kilmer pour le rôle de Gay Perry dans Kiss Kiss Bang Bang (Shane Black's Kiss Kiss, Bang Bang)
    - Tom Arnold pour le rôle de Frank McKee dans Happy Endings
    - Corbin Bernsen pour le rôle de Harlan Dexter dans Kiss Kiss Bang Bang (Shane Black's Kiss Kiss, Bang Bang)
    - Steve Coogan pour le rôle de Charley Peppitone dans Happy Endings
    - Craig T. Nelson pour le rôle de Kelly Stone dans Esprit de famille (The Family Stone)
    - Jason Schwartzman pour le rôle de Jeremy dans Shopgirl

Depuis 2006, fusion en une seule catégorie : Meilleur acteur dans un second rôle.
- 2006 : Leonardo DiCaprio pour le rôle de Billy Costigan dans Les Infiltrés (The Departed)
  - Alan Arkin pour le rôle d'Edwin Hoover dans Little Miss Sunshine ♕
  - Adam Beach pour le rôle d'Ira Hayes dans Mémoires de nos pères (Flags of Our Fathers)
  - Jack Nicholson pour le rôle de Franck Costello dans Les Infiltrés (The Departed)
  - Brad Pitt pour le rôle de Richard Jones dans Babel
  - Donald Sutherland pour le rôle de Ronald Shorter dans Aurora Borealis

- 2007[1]  :  (ex aequo)
  - Casey Affleck pour le rôle de Robert Ford dans L'Assassinat de Jesse James par le lâche Robert Ford (The Assassination of Jesse James by the Coward Robert Ford) ♙
  - Tom Wilkinson pour le rôle d'Arthur Edens dans Michael Clayton ♙
    - Javier Bardem pour le rôle d'Anton Chigurh dans No Country for Old Men ♕
    - Brian Cox pour le rôle de Melvin Belli dans Zodiac
    - Jeff Daniels pour le rôle de Lewis dans The Lookout
    - Ben Foster pour le rôle de Charlie Prince dans 3 h 10 pour Yuma (3:10 to Yuma)

- 2008[2]  : Michael Shannon pour le rôle de John Givings dans Les Noces rebelles (Revolutionary Road) ♙
  - Robert Downey Jr. pour le rôle de Kirk Lazarus dans Tonnerre sous les Tropiques (Tropic Thunder) ♙
  - James Franco pour le rôle de Scott Smith dans Harvey Milk (Milk)
  - Philip Seymour Hoffman pour le rôle du Père Brendan Flynn dans Doute (Doubt) ♙
  - Heath Ledger pour le rôle du Joker dans The Dark Knight : Le Chevalier noir (The Dark Knight) (à titre posthume) ♕
  - Rade Serbedzija pour le rôle d'Athos dans Fugitive Pieces

- 2009[3]  : Christoph Waltz pour le rôle du colonel Hans Landa dans Inglourious Basterds ♕
  - Woody Harrelson pour le rôle du capitaine Tony Stone dans The Messenger ♙
  - James McAvoy pour le rôle de Valentin Bulgakov dans The Last Station
  - Alfred Molina pour le rôle de Jack dans Une éducation (An Education)
  - Timothy Spall pour le rôle de Peter Taylor dans The Damned United

### Années 2010
- 2010[4] : Christian Bale pour le rôle de Dickie Eklund dans Fighter (The Fighter) ♕
  - Pierce Brosnan pour le rôle d'Adam Lang dans The Ghost Writer
  - Andrew Garfield pour le rôle d'Eduardo Saverin dans The Social Network
  - Tommy Lee Jones pour le rôle de Gene McClary dans The Company Men
  - Bill Murray pour le rôle de Frank Quinn dans Get Low
  - Sean Penn pour le rôle de Joseph C. Wilson dans Fair Game
  - Jeremy Renner pour le rôle de James Coughlin dans The Town ♙
  - Geoffrey Rush pour le rôle de Lionel Logue dans Le Discours d'un roi (The King's Speech) ♙

- 2011[5] : Albert Brooks pour le rôle de Bernie Rose dans Drive
  - Kenneth Branagh pour le rôle de Laurence Olivier dans My Week with Marilyn
  - Colin Farrell pour le rôle de Bobby Pellitt dans Comment tuer son boss ? (Horrible Bosses)
  - Jonah Hill pour le rôle de Peter Brand dans Le Stratège (Moneyball)
  - Viggo Mortensen pour le rôle de Sigmund Freud dans A Dangerous Method
  - Nick Nolte pour le rôle de Paddy Conlon dans Warrior
  - Christopher Plummer pour le rôle de Hal dans Beginners
  - Andy Serkis pour le rôle de César dans La Planète des singes : Les Origines (Rise of the Planet of the Apes)
  - Christoph Waltz pour le rôle de Alan Cowan dans Carnage
  - Hugo Weaving pour le rôle de Jack dans Oranges and Sunshine

- 2012[6] : Javier Bardem pour le rôle de Raoul Silva dans Skyfall
  - Robert De Niro pour le rôle de Pat Solitano Sr dans Happiness Therapy (Silver Linings Playbook)
  - John Goodman pour le rôle de Harling Mays dans Flight
  - Tommy Lee Jones pour le rôle de Thaddeus Stevens dans Lincoln
  - Eddie Redmayne pour le rôle de Marius dans Les Misérables
  - Philip Seymour Hoffman pour le rôle de Lancaster Dodd dans The Master

- 2014 : Jared Leto pour le rôle de Rayon dans Dallas Buyers Club
  - Casey Affleck pour le rôle de Rodney Baze Jr. dans Les Brasiers de la colère (Out of the Furnace)
  - Bradley Cooper pour le rôle de Richie DiMaso dans American Bluff (American Hustle)
  - Michael Fassbender pour le rôle d'Edwin Epps dans Twelve Years a Slave
  - Harrison Ford pour le rôle de Branch Rickey dans 42
  - Ryan Gosling pour le rôle de Luke Glanton dans The Place Beyond the Pines
  - Jake Gyllenhaal pour le rôle de l'inspecteur Loki dans Prisoners
  - Tom Hanks pour le rôle de Walt Disney dans Dans l'ombre de Mary (Saving Mr. Banks)

- 2015 : J. K. Simmons pour le rôle de Terence Fletcher dans Whiplash
  - Robert Duvall pour le rôle de Hank Palmer dans Le Juge (The Judge)
  - Ethan Hawke pour le rôle de Mason Sr. dans Boyhood
  - Edward Norton pour le rôle de Mike Shiner dans Birdman
  - Mark Ruffalo pour le rôle de Dave Schultz dans Foxcatcher
  - Andy Serkis pour le rôle de César dans La Planète des singes : L'Affrontement (Dawn of the Planet of the Apes)

- 2016 : Christian Bale pour le rôle de Michael Burry dans The Big Short : Le Casse du siècle
  - Paul Dano pour le rôle de Brian Wilson jeune dans Love and Mercy
  - Michael Keaton pour le rôle de Walter V. Robinson dans Spotlight
  - Mark Ruffalo pour le rôle de Michael Rezendes dans Spotlight
  - Sylvester Stallone pour le rôle de Rocky Balboa dans Creed : L'Héritage de Rocky Balboa (Creed)
  - Benicio del Toro pour le rôle de Alejandro Gillick dans Sicario

- 2017 : Jeff Bridges pour Comancheria
  - Mahershala Ali pour Moonlight
  - Hugh Grant pour Florence Foster Jenkins
  - Lucas Hedges pour Manchester by the Sea
  - Eddie Murphy pour Mr. Church
  - Dev Patel pour Lion

- 2018 : Sam Rockwell – Three Billboards : Les Panneaux de la vengeance (Three Billboards Outside Ebbing, Missouri)
  - Willem Dafoe – The Florida Project
  - Armie Hammer – Call Me by Your Name
  - Dustin Hoffman – The Meyerowitz Stories
  - Mark Rylance – Dunkerque (Dunkirk)
  - Michael Shannon – La Forme de l'eau (The Shape of Water)

- 2019 : Richard E. Grant – Can You Ever Forgive Me?
  - Mahershala Ali – Green Book : Sur les routes du sud (Green Book)
  - Timothée Chalamet – My Beautiful Boy
  - Russell Crowe – Boy Erased
  - Adam Driver – BlacKkKlansman : J'ai infiltré le Ku Klux Klan (BlacKkKlansman)
  - Sam Elliott – A Star Is Born

### Années 2020
- 2020 : Willem Dafoe pour le rôle de Thomas Wake dans The Lighthouse
  - Tom Hanks pour le rôle de Fred Rogers dans Un ami extraordinaire (A Beautiful Day in the Neighborhood)
  - Anthony Hopkins pour le rôle de Benoît XVI dans Les Deux Papes
  - Joe Pesci pour le rôle de Russell Bufalino dans The Irishman
  - Wendell Pierce pour le rôle du Révérend Tillman dans Burning Cane
  - Brad Pitt pour le rôle de Cliff Booth dans Once Upon a Time… in Hollywood

- 2021 : Chadwick Boseman pour le rôle de "Stormin" Norman Earl Holloway dans Da 5 Bloods: Frères de sang (Da 5 Bloods)
  - Kingsley Ben-Adir pour le rôle de Malcolm X dans One Night in Miami
  - Sacha Baron Cohen pour le rôle d'Abbie Hoffman dans Les Sept de Chicago (The Trial of the Chicago 7)
  - Brian Dennehy pour le rôle de Del dans Driveways (en)
  - Bill Murray pour le rôle de Felix Keane dans On the Rocks
  - David Strathairn pour le rôle de David dans Nomadland

- 2022 : Kodi Smit-McPhee pour le rôle de Peter Gordon dans The Power of the Dog 
  - Robin de Jesús (en) pour le rôle de Michael dans Tick, Tick... Boom!
  - Jamie Dornan pour le rôle de Pa dans Belfast
  - Ciarán Hinds pour le rôle de Pop dans Belfast
  - Jared Leto pour le rôle de Paolo Gucci dans House of Gucci
  - J. K. Simmons pour le rôle de  William Frawley dans Being the Ricardos

- 2023 : Ke Huy Quan pour Everything Everywhere All at Once
  - Paul Dano pour The Fabelmans
  - Brendan Gleeson pour Les Banshees d'Inisherin
  - Eddie Redmayne pour Meurtres sans ordonnance (The Good Nurse)
  - Jeremy Strong pour Armageddon Time
  - Ben Whishaw pour Women Talking

- 2024 : Mark Ruffalo – Pauvres Créatures (Poor Things)
  - Robert De Niro – Killers of the Flower Moon
  - Robert Downey Jr. – Oppenheimer
  - Ryan Gosling – Barbie
  - Charles Melton – May December
  - Dominic Sessa – Winter Break (The Holdovers)

- 2025 : Guy Pearce – The Brutalist
  - Iouri Borissov – Anora
  - Kieran Culkin – A Real Pain
  - Clarence Maclin – Sing Sing
  - Edward Norton – Un parfait inconnu (A Complete Unknown)
  - Denzel Washington – Gladiator 2

## Statistiques

### Nominations multiples
4 : Philip Seymour Hoffman
3 : Alfred Molina, Jake Gyllenhaal, Bill Murray, Geoffrey Rush, Peter Sarsgaard
2 : Casey Affleck, Javier Bardem, Jeff Bridges, Jim Broadbent, Robert De Niro, John Goodman, Tommy Lee Jones, Ian McKellen, Viggo Mortensen, Christopher Plummer, Christoph Waltz

### Récompenses multiples
Aucune.